# Hune (plaats)
Hune is een plaats in de Deense regio Noord-Jutland, gemeente Jammerbugt. De plaats telt 592 inwoners (2008).